# Fokker E.V
Le Fokker E.V est un monoplan-parasol de chasse allemand de la Première Guerre mondiale dessiné par l'ingénieur Reinhold Platz et construit par les usines Fokker. Il entra en service dans les derniers mois du conflit. Surnommé le « rasoir volant » par les pilotes alliés, il est à l'origine de nombreux accidents mortels dus à un bris d'aile. C'est seulement après avoir été modifié qu'il fut renommé Fokker D.VIII

## Historique
Au début de 1918, Fokker produit plusieurs prototypes monoplans à ailes cantilever, résultat de la collaboration ordonnée par le gouvernement allemand avec Hugo Junkers, inventeur du principe. Fokker présente alors les prototypes V.26 et V.28 à Adlershof en mai 1918, lors de la seconde évaluation pour un nouvel appareil de chasse. Il s'agit de monoplans parasol mus par un moteur rotatif. Le prototype V.28 fut testé à la fois avec le moteur Oberursel UR.III de 145 ch et le Goebel Goe.III de 160 ch, mais aucun de ces moteurs n'est alors prêt pour la production. L'utilisation du moteur Oberursel UR.II, moteur obsolète développant seulement 110 ch, sur le prototype V.26 donne de meilleurs résultats grâce à la légèreté et la faible traînée de l'appareil. Le Fokker ne fut battu que par le Siemens-Schuckert D.III équipé du très complexe moteur contre-rotatif Siemens-Halske Sh.III. Finalement, le prototype V.26 fut commandé à 400 exemplaires sous la désignation Fokker E.V. Ceux-ci seront bien équipés en production du moteur Oberursel UR.II, du fait de la rareté des autres blocs moteurs disponibles.

## Conception
La nouveauté de cet appareil ne réside pas seulement dans sa cellule, construite selon les techniques employées sur d'autres modèles Fokker, c'est-à-dire une structure en tube d'acier solidement soudée alliant légèreté et robustesse, mais plutôt dans la ligne proposée : un monoplan à aile parasol autoportante, sans le moindre hauban ni renfort d'interplan. Cette conception a pour effet immédiat d'alléger l'appareil et de réduire sa traînée. Ce concept inédit pour un chasseur rencontre pourtant quelques problèmes. Le lieutenant Emil Rolff obtient la première victoire à bord d'un Fokker E.V, le 17 août 1918, mais il se tue deux jours plus tard lorsque son avion perd son aile en vol. Après l'accident d'un autre appareil survenu pour les mêmes raisons, tous les Fokker E.V sont interdits de vol. Dans l'attente des résultats de l'enquête menée sur la conception de l'aile, la production cesse. Selon Fokker, les problèmes de voilure ont été causés par le bureau technique de l'armée, qui l'avait forcé à modifier la conception initiale du longeron principal de l'aile. Après un retour à la conception originale, les problèmes furent résolus d'après Fokker mais on comprit plus tard, que la raison de cet échec ne résidait pas dans la conception interne de l'aile mais plutôt lors de sa mise en œuvre. En effet, en sous-traitant aux usines Perzina Piano la fabrication des ailes, Fokker se faisait livrer des voilures défaillantes. Ce manque de rigidité de la structure était principalement causé par la précipitation dans l'assemblage des longerons et le manque de contrôle en fin de production. Une série de tests a démontré que, lorsqu'il est correctement assemblé, le Fokker E.V possède une marge de sécurité considérable. Convaincu que l'appareil était fonctionnel, Fokker reprit la production, non sans procéder à un changement de personnel et en améliorant la qualité des mesures de contrôles au sein des usines Perzina.

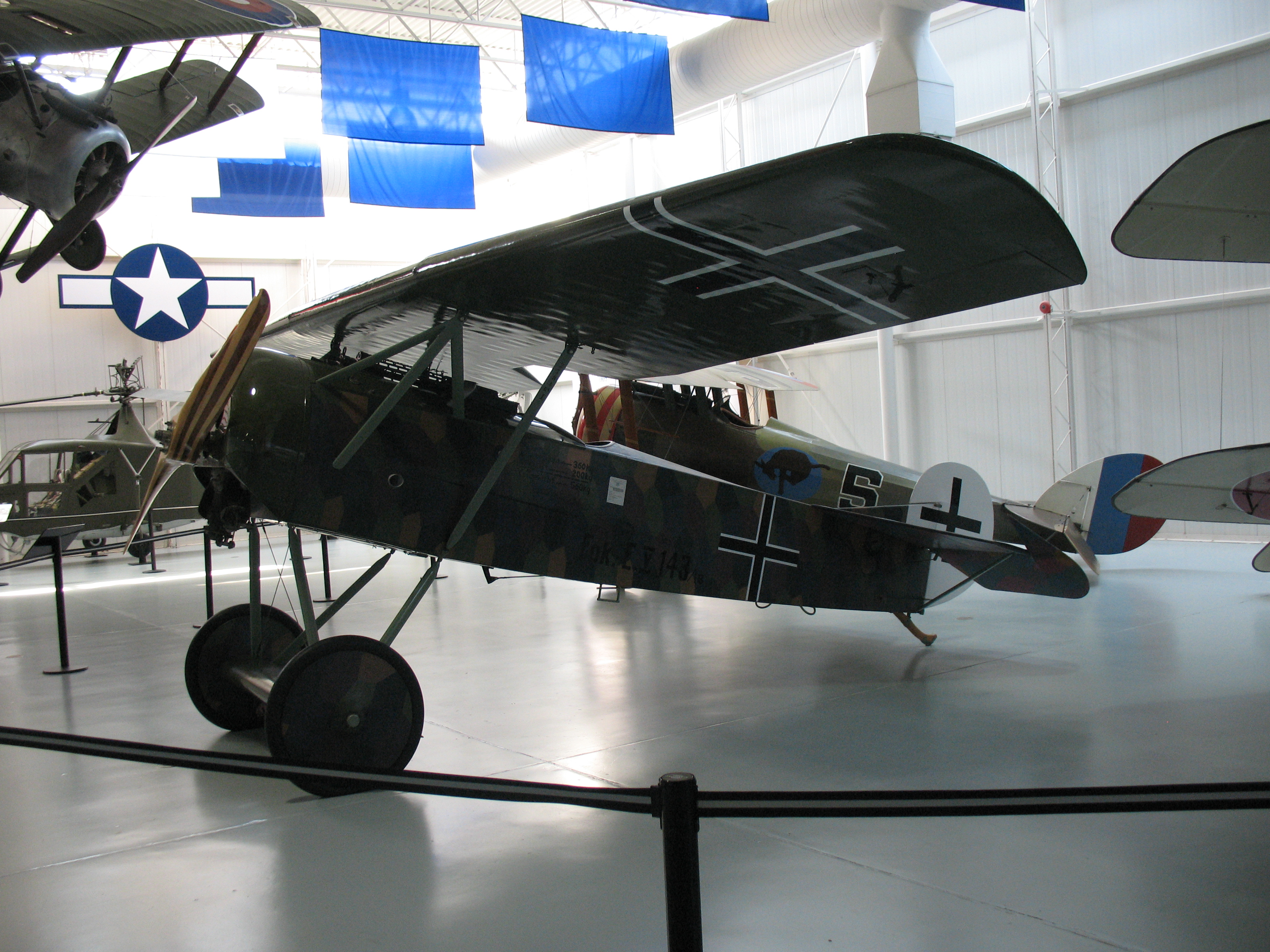
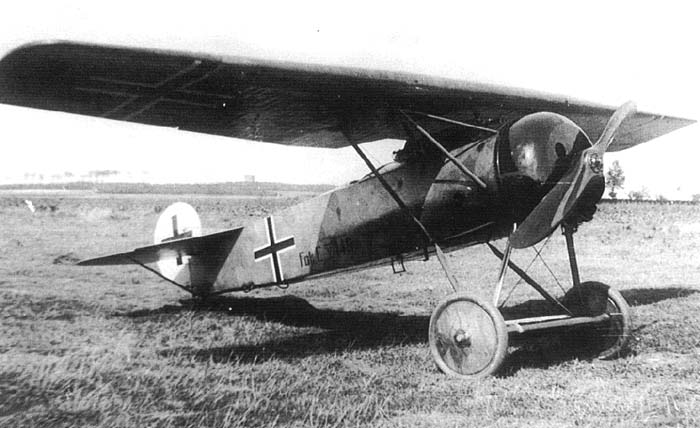
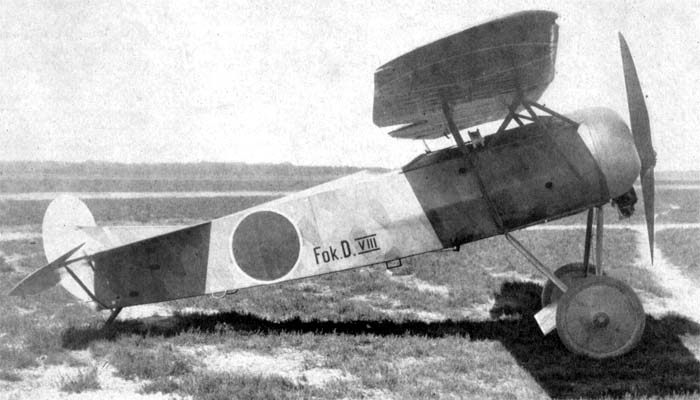

## Engagement
Les premiers Fokker E.V sont livrés aux escadrilles de chasse Jasta 6, Jasta 1, Jasta 19, Jasta 24 et Jasta 36 fin juillet 1918, avant d'être interdits de vol un mois plus tard.
Après sa remise en production en octobre 1918, les livraisons reprennent. Sur la suggestion du commandement allemand, l'appareil modifié portera la nouvelle dénomination Fokker D.VIII.
Dès lors, les appellations « E » et « Dr » furent supprimées et tous les nouveaux chasseurs reçurent l'appellation « D ». Les premiers exemplaires du D.VIII commencèrent à arriver aux unités de première ligne et ils prirent part au combat pour la première fois le 24 octobre 1918, au sein du Jasta 11. Le Jasta 5 reçut un exemplaire du D.VIII, et le célèbre as allemand Erich Lowenhardt obtiendra quelques victoires à son bord, mais il privilégiera toutefois le Fokker D.VII.
Avec un total de 289 avions produits au cours des dernières semaines de la guerre, le Fokker D.VIII a la particularité d'être le dernier appareil à avoir enregistré une victoire en combat aérien. Certains exemplaires furent ramenés en Pays-Bas, au royaume d'Italie, au Japon, aux États-Unis et en Angleterre comme trophées, mais la plupart seront mis au rebut conformément aux termes de l'armistice.
À la fin de la guerre, les forces aériennes polonaises capturent 17 avions, mais seulement sept (six E.V et un D.VIII) sont en état de vol. Ils seront tous utilisés contre les forces soviétiques pendant la guerre soviéto-polonaise de 1920. Le Lieutenant Stefan Stec obtient la seule victoire polonaise à bord d'un D.VIII en abattant un chasseur Nieuport 17 ukrainien, le 29 avril 1919. En 1921, tous les exemplaires sont retirés des unités de première ligne et transférés à la Szkoła Obsługi Lotniczej (unité d'entraînement).
En Belgique, quelques appareils ont été reçus à titre de réparation, et furent utilisés jusque dans les années 1920 comme appareil d'entraînement.